# Nazionale femminile di pallamano della Cina
La nazionale di pallamano femminile della Cina è la rappresentativa nazionale della Cina nelle competizioni internazionali di pallamano femminile e la sua attività è gestita dalla federazione di pallamano della Cina.

## Competizioni principali

### Olimpiadi
- Los Angeles 1984: 3º posto
- Seul 1988: 6º posto
- Atlanta 1996: 5º posto
- Sydney 2000: 8º posto
- Atene 2004: 6º posto

### Campionati mondiali
- 1986: 9º posto
- 1990: 8º posto
- 1993: 14º posto
- 1995: 13º posto
- 1997: 22º posto
- 1999: 18º posto
- 2001: 11º posto
- 2003: 19º posto
- 2005: 17º posto
- 2007: 21º posto
- 2009: 12º posto
- 2011: 21º posto
- 2013: 18º posto
- 2015: 17º posto
- 2017: 22º posto
- 2019: 23º posto
- 2021: 32º posto

### Giochi asiatici
- 1990: 2º posto
- 1994: 3º posto
- 1998: 4º posto
- 2002: 3º posto
- 2006: 4º posto
- 2010: 1º posto
- 2014: 4º posto